# Jastrebi Novega sveta
Jastrebi Novega sveta (znanstveno ime Cathartidae) so družina ptic iz reda ujed, razširjena predvsem po južnem delu Novega sveta (Amerik). Znani so kot mrhovinarji in imajo številne prilagoditve na tak način prehrane, podobno kot jastrebi Starega sveta, na katere spominjajo tudi po videzu. Družino sestavlja sedem danes živečih vrst v petih rodovih.

## Opis
So srednje veliki do veliki ptiči z zelo velikimi, zaokroženimi perutmi, prilagojenimi za učinkovito jadranje. Tudi rep je dolg in zaokrožen. Majhna glava na razmeroma kratkem vratu je neoperjena, na njej je kratek, navzdol zašiljen kljun. Za jastrebe Novega sveta je značilno, da sta nosnici združeni, torej med njima v notranjosti kljuna ni pregrade. Gola koža glave je pri mnogih vrstah živo obarvana, operjenost pa je črna ali temno rjava, le kraljevi jastreb je bel.
Različne vrste se zanašajo bodisi na voh bodisi na vid, da najdejo mrhovino. V iskanju preletijo velike razdalje in zelo učinkovito izkoriščajo zračne tokove za jadranje. Razmnoževanje je počasno. Samice izležejo le po eno ali dve jajci, mladiči so sposobni letenja po pol leta in starša skrbita zanje še več mesecev kasneje. Sicer je podrobneje raziskano le pri eni vrsti, ostale so praktično neznanka.

## Habitat in razširjenost
Kot družina so razširjeni po večini zahodne poloble, od skrajnega juga do južne polovice Severne Amerike. Prisotni so v praktično vseh habitatih, od tropskih deževnih gozdov do sušnih vršacev Andov, omejuje jih le dostopnost skalnih polic, na katerih gnezdijo. Severnejše populacije se pozimi premaknejo proti jugu.
Oba kondorja – andski in kalifornijski – sta ogrožena; predvsem kalifornijski je bil v 1980. letih tik pred izumrtjem, zdaj pa se populacija počasi veča. Poleg lova ju ogroža predvsem svinec od šiber v truplih lovne divjadi, s katerim se ptiči zastrupijo.

## Sistematika
Sorodni so kraguljem Starega sveta, vendar je sorodnost dokaj oddaljena; podoba jastrebov, kot jo imajo predstavniki poddružin kraguljev Gypaetinae in Gypiinae (med njimi sta znana denimo beloglavi in egiptovski jastreb), naj bi bila namesto tega rezultat podobnega načina življenja, zato jih pogosto navajajo kot zgled za konvergentno evolucijo. Taksonomski položaj je nejasen; približno enako daljno sorodni so jim plezalci, vpijati in sove, kar po mnenju več avtorjev, predvsem ameriških, upravičuje uvrstitev v samostojen red Cathartiformes, po konsenzu Mednarodnega ornitološkega kongresa pa jih vendarle uvrščamo med ujede.
| Seznam vrst                                      | Seznam vrst | Seznam vrst                      |
| Ime                                              | Slika       | Območje razširjenosti            |
| ------------------------------------------------ | ----------- | -------------------------------- |
| ameriški črni jastreb Coragyps atratus           |             | Južna Amerika, severno do ZDA    |
| puranji jastreb Cathartes aura                   |             | Ameriki, severno do juga Kanade  |
| mali rumenoglavi jastreb Cathartes burrovianus   |             | Južna Amerika, severno do Mehike |
| veliki rumenoglavi jastreb Cathartes melambrotus |             | Amazonija                        |
| kalifornijski kondor Gymnogyps californianus     |             | Kalifornija                      |
| andski kondor Vultur gryphus                     |             | Andi                             |
| kraljevi jastreb Sarcoramphus papa               |             | Južna Mehika do severa Argentine |